# Помяловский, Николай Герасимович
Никола́й Гера́симович Помяло́вский (11 (23) апреля 1835, Санкт-Петербург — 5 (17) октября 1863, там же) — русский писатель, прозаик, один из видных реалистов-шестидесятников.

## Биография

### Детство на Охте
Николай родился 11 (23) апреля 1835 года в семье дьякона Герасима Никитича Помяловского (1804—1851) с супругой Екатериной Алексеевной, служившего при Малоохтинской кладбищенской церкви в Петербурге. Отец скончался на 47-м году от рождения от чахотки, оставив восемь детей: шесть сыновей и две дочери. Дата рождения писателя была неизвестна до 1935 года, пока не нашли метрическую книгу малоохтинской церкви Марии Магдалины, где в записи под № 25 сказано: «У диакона Герасима Помяловского и жены его Екатерины Алексеевой родился сын Николай — 11 апреля 1835 года. Восприемники: Литвин, Александр Евтихиев, диакон Успенской церкви, что на Сенной, и Комарова, Варвара Николаевна, жена столоначальника СПБ. Духовной Консистории».
Отец Помяловского был сыном священника, отличался грамотностью и отличным знанием церковной службы, несмотря на то, что его исключили из философского отделения семинарии; поведения был «скромного» и имел добродушный и миролюбивый характер; детей воспитывал незлобивыми внушениями и советами, благодаря чему Николай рос самостоятельным в своих поступках и мыслях. Среди первых товарищей его детства были охтинские рыбаки — тонщики, с которыми он проводил много времени, часто ведя с ними долгие беседы.
В семье маленький Николай отличался своими способностями к изобретательству так, что семья гордилась им: сегодня он запускает воздушного змея с трещотками и диковинными приспособлениями, завтра ловит птиц тенётами собственного изготовления, потом кораблик сделает, а вслед за ним удочку с особенным хлыстом. Наряду с детскими забавами, он старался по мере сил нести бремя всяких житейских забот: когда требовалось, то нянчил маленького брата, водил лошадь на водопой, помогал отцу по хозяйству и даже пел с ним на клиросе. Изучил все окрестные ручьи и овраги, помнил многие надписи на крестах и плитах Малоохтинского православного кладбища, которое, с его невесёлыми картинами, оказывало на бойкого и смышлёного мальчика немалое влияние. Вследствие таких впечатлений со временем выработался его мрачно-скептический характер, которым Николай наделил героя своей повести «Молотов», художника Михаила Михайлыча Череванина, дав ему и соответствующее прозвище: «Тёмное кладбищенство».
Отец сначала сам учил Николая чтению и письму, а потом, будучи человеком небогатым, отдал в «грошовую» школу на Охте, где Николай пробыл четыре месяца и вернулся домой, поскольку учиться дольше там было нечему.

### Духовное училище и семинария
Затем отец, как духовная особа, по традиции записал 8-летнего сына на учёбу и проживание на казённый счёт в Александро-Невское духовное училище — «бурсу», где уже учились два его брата. Мальчик был определён во второй приходский класс «долбить начатки и грамматику». После поступления ученики принялись было «шлифовать» впечатлительного и доверчивого маленького кандидата в бурсаки, но под защиту его взял один из тамошних «силачей», друг его старшего брата, а с годами Помяловский и сам уже стал «отпетым» силачом. Однако защита от учеников не работала против преподавателей и прочего семинарского начальства, которые в те годы широко практиковали телесные наказания. В условиях «нравственного безначалия» и физического насилия Николай стал учиться плохо и в следующем классе просидел четыре года вместо двух.
Всего в училище Помяловский провёл восемь лет, до 1851 года. Быт и нравы училища он впоследствии отобразил в своих знаменитых «Очерках бурсы», где себя вывел в образе бурсака по кличке Карась. О своих первых впечатлениях в новой обстановке писатель подробно повествует в четвёртом очерке — «Бегуны и спасённые бурсы».
По его собственным подсчётам, в бурсе его выпороли четыреста раз, кроме того, он почти каждый день стоял на коленях, часто бывал оставлен без обеда и подвергался другим наказаниям от учителей и начальства. Постепенно мальчик свыкся с поркой, коленей не жалел, но не мог переносить такого наказания, как неувольнение в город; от всего этого бурсу он возненавидел всей душой. Тем не менее, училище он окончил с хорошим аттестатом: способности — «очень хорошие», поведение «похвальное», прилежание «постоянное», по закону Божию, священной истории и арифметике «очень хорошо», по нотному пению и географии «хорошо», по латинскому и греческому языкам «очень хорошо».
Затем Помяловский перешёл в Петербургскую духовную семинарию «словарём», то есть учеником низшего класса. Условия обучения отличались в выгодную сторону: одевали и кормили лучше, а пороли только в крайних случаях. В семинарии он учился 6 лет, относясь к учёбе спустя рукава по принципу «вечный нуль» (полное отсутствие знаний), но в то же время увлечённо читая под партой всё подряд, что контрабандой попадалось в бурсе — от «сонника или песенника до романов Воскресенского включительно.».
В старшем, богословском, классе Николай был одним из редакторов рукописного журнала «Семинарский листок», издаваемого самими учащимися. Всего вышло 7 выпусков; много материалов в них принадлежало перу Помяловского. Так, в 1-м выпуске под псевдонимом «Тамбовский Семинарист» он поместил большую статью «Попытка решить нерешенный и притом философский вопрос: имеют ли животные душу?», а в последнем, 7-м выпуске был опубликован его рассказ из семинарской жизни «Махилов», произведший на сотоварищей большое впечатление: они поняли, что автор обладает недюжинными творческими силами. Причиной остановки выпуска «Листка» явились действия начальства, которое стало бороться с «вольностями» и исключило восемь наиболее ярких и предприимчивых семинаристов. Среди оставшихся наступила апатия, подаваемых материалов стало не хватать и, несмотря на все усилия Помяловского, издание «Листка» прекратилось.
Начальство считало бурсака Помяловского дураком и негодяем, поэтому преподаватель гомилетики был очень удивлён, когда перед окончанием курса из уст учащихся услышал противоположное мнение; в свою очередь сам Помяловский, узнав мнение о себе начальства через этого преподавателя, был уязвлён, засел за предмет и его сочинение по гомилетике оказалось лучшим в классе; следующее сочинение, вдвое большее по объёму, вышло ещё лучше. Учитель обещал записать Николая в первый разряд, тот начал учиться на отлично, но вскоре сорвался и в журнале против его фамилии вновь пошли нули. Окончил курс Помяловский в 1857 году, по второму разряду, предпоследним в учебных списках и с плохим аттестатом.

### После семинарии

#### Без места
По окончании учёбы он поселился у матери на Охте, и в ожидании места постоянной работы читал с дьячками по покойникам, пел в церкви, давал частные уроки, ездил с причтом на Рождество и Пасху славить Христа. В крайних случаях безденежья даже просто переписывал бумаги, чтобы хоть что-то заработать. В то же время занимался самообразованием, во множестве прочитывал разнообразные книги, следил за журналами, увлёкся педагогикой. Больше всего помог Помяловскому в выработке мировоззрения журнал «Современник», особенно статьи Николая Добролюбова и Николая Чернышевского. Интересуясь вопросами воспитания, обратил внимание на своего младшего брата и, категорически не желая отдавать его в бурсу, занимался с ним сам по шесть часов в день более года. Написал ряд педагогических статей и очерков, а один из них — «психологический очерк» о мальчике с необычным именем и внешностью и методах его обучения — «Вукол» — напечатал в 1859 году в «Журнале для воспитания» под псевдонимом Герасимов. Издатель-редактор, педагог Александр Чумиков оценил очерк и приглашал автора стать сотрудником журнала; также он настоятельно советовал Помяловскому продолжить обучение в университете. В этот же журнал Чумикову в 1860 году Помяловский во время безденежья отдал рассказ «Долбня», написанный вслед за «Данилушкой» в 1859 году.
Среди неопубликованного были наброски статей «Человек подражательный», «Человек без аттестата» и «Дневник девицы», вошедшие потом в повесть «Молотов» и частью в роман «Брат и сестра».
После окончания семинарского курса прошло уже два года, а Помяловский продолжал оставаться «без места»; родные, считавшие его литературные упражнения делом второстепенным и малозначимым, уговаривали его принять посвящение и начать служение церкви хотя бы в сане дьякона, для чего нашли невесту, закреплённую за дьяконским местом, но она отказала, прослышав, что жених попивает; к другой невесте в Царском Селе он сам не доехал на смотрины, сбежав на полдороге, так что родственники от него отступились, да и сам он постепенно охладел к церковному поприщу, считая, что не имеет сил и призвания быть «честным» священником или дьяконом.

#### Университет и педагогическая деятельность
Помимо редактора «Журнала для воспитания» Чумикова, поступить в Санкт-Петербургский университет советовали Николаю все родственники и знакомые. Прикинув, что в свои 24 года на обучение в университете по полной программе ему придётся потратить ещё 5 лет, он в 1860—1861 годах посещал его в качестве вольнослушателя, без подготовки и сдачи вступительных и выпускных экзаменов. Первая же прослушанная им лекция произвела на него неизгладимое впечатление, новая наука и свободное университетское общение вступили в противоречие со старыми бурсацкими догмами и философскими началами, и началась тяжёлая внутренняя работа по переосмыcлению едва ли не всего, что составляло его прежние знания и убеждения. Знавшие его люди отмечали, что в период посещения университетских занятий Помяловский похудел и ослабел, ходил «как полупомешанный», но успешно вынес это умственное и нравственное испытание, после чего на многие вещи стал смотреть критически, не преклонялся уже перед авторитетами, вглядывался в жизнь, стараясь отличать фальшь от истины.
Одновременно он с увлечением работал преподавателем в воскресной школе, мечтал об издании листка воскресных школ. Воскресная школа располагалась на Шлиссельбургской дороге, в ней было до 70 педагогов и около 800 учеников; Помяловский вместе с компанией своих студентов-приятелей стал трудиться там с октября 1860 года. На одном из педагогических собраний он прочёл составленный им проект, посвящённый теме обязанности преподавателей, устройстве школы и её будущего. При обучении детей грамоте он использовал звуковой метод педагога В. А. Золотова. Благодаря оригинальности и яркости преподавания Помяловский стал популярным не только среди преподавателей, но и среди широких
кругов интеллигентных людей: многие стали посещать школу, чтобы послушать его беседы.
Оригинальные идеи и способ преподавания привлекли внимание также и попечителя данного учебного округа и тот посоветовал Помяловскому познакомиться с инспектором Смольного института благородных девиц Ушинским, чтобы занять там место учителя младшего класса. Николай Герасимович последовал совету и прочёл ученицам три пробные лекции. Первая лекция прошла успешно, но в последующем он разошёлся во взглядах на преподавание с педагогами института: так, он хотел, чтобы ученицы усваивали материал со слов учителя, а не зубрили урок из книжки слово в слово и «от сих до сих», как это практиковалось в бурсе. Поэтому продолжать лекции больше не стал, несмотря на обещанную хорошую оплату уроков и на то, что в то время очень нуждался в деньгах: «Даром что ли буду я деньги брать? — говорил он: — Совесть заест.»

#### Признание
В 1861 году журнал «Современник» опубликовал повести «Мещанское счастье» и «Молотов». Первая появилась в феврале 1861 года и имела успех: автора просили стать сотрудником журнала, он познакомился с Чернышевским и другими членами редакции. Гонорар составил значительную сумму и на радостях Помяловский закутил с приятелями так, что получил белую горячку и попал в Обуховскую больницу. Выздоровление шло быстро, но продержали его там около месяца, вследствие чего вторую повесть он начал писать в больничной палате. Были решены финансовые проблемы: с этого времени автор стал получать от редакции «Современника» определённое содержание и не испытывал более нужду в деньгах.
Выйдя из больницы, Помяловский продолжил работу над «Молотовым», стараясь успеть к намеченному сроку. Что-то из ранее составленного плана пришлось выбросить, что-то сократить; на последних страницах заметна поспешность. Тем не менее, повесть вышла в срок в октябрьском номере за 1861 год и произвела на читателей глубокое впечатление: отныне автор занял равное место в ряду с лучшими беллетристами Российской Империи. Редакции различных журналов стали приглашать Николая Герасимовича к сотрудничеству, появился обширный круг новых знакомств, довелось ему посетить и некоторые великосветские гостиные. Впрочем, как «кровный плебей» по натуре и разночинец по положению, он барства не жаловал и открыто об этом говорил; даже в театры почти не ходил, потому что «там сидеть надо прилично да на плешивых генералов глядеть». Состоялось знакомство с Ф. М. Достоевским, заинтересовавшимся личностью писателя.
Всё чаще Помяловский стал задумываться о том, чтобы «продать бурсу». По выходе из семинарии он уже пробовал эту тему, начав писать рассказ «Данилушка», но потом надолго отложил эту работу, боясь разбередить в душе старые раны. По сообщению Н. А. Благовещенского многие мысли из «Данилушки» приписаны Череванину и ряд эпизодов вошёл в повесть «Молотов» буквально.
Впоследствии редакция журнала «Век» попросила у него какие-нибудь статьи и он написал очерк «Зимний вечер в бурсе», решив более к этой теме не возвращаться. Очерк опубликовал журнал Достоевских «Время» в 1862 году. Это произведение было замечено, произвело впечатление у читающей публики и вызвало различные толки, поэтому Помяловский продолжил работу, и поместил следующие три очерка в 1862—1863 гг. в журнале «Современник», поскольку был несогласен с программой журнала «Время» и прекратил с ним сотрудничество.

Постепенно характер писателя портился, он приобрёл сомнительные знакомства в низших слоях населения тогдашнего Петербурга, стал кутить и пропадать неизвестно где. Тяжёлое впечатление на него произвели политические репрессии в литературной среде: закрытие журнала «Современник» на восемь месяцев в 1862 году и арест Чернышевского. Бурса развила в нём
 потребность «в минуту жизни трудную» топить своё горе в вине. Впрочем, сам он указывает на зарождение этой потребности ещё до бурсы… Выйдя из неё, Помяловский падал в этом отношении все ниже и ниже, отдаваясь своему пороку целыми неделями и месяцами, а под конец жизни страсть к вину приняла в нём невероятные размеры. В самых грязных трущобах, на Сенной, отыскивал он каких-то приятелей и целые недели проводил с ними в оргиях и бесшабашном кутеже. <…> своей страсти он боялся. «Это болезнь, — говорил он, — страшная болезнь, которая медленно разлагает человека и даже доводит до подлости — я этого больше всего трушу»…"
Но и в таких условиях он наблюдал за своими собутыльниками, старался изучать их с психологической точки зрения, выпытывал у них прошлое. Эти наблюдения вошли в роман «Брат и сестра». Жажда творчества противостояла пагубной страсти, и писатель делал попытки выбраться из круга: как-то раз уговорил одного из медицинских студентов, ухаживавшего за ним, летом отправиться с ним и его братом Владимиром в село Ивановское в 30 верстах от Петербурга. Поселились они в обычной крестьянской избе. Писатель приободрился, оправился от вина и принялся за работу. Написал четвёртый очерк о бурсе, начал «Поречан» и так трудился более месяца. Но в середине лета он поехал в город за деньгами, там встретился с прежними приятелями и выпивки возобновились.

### Болезнь и кончина
В сентябре 1863 года у Помяловского случился сильный припадок белой горячки, который длился несколько дней. Под влиянием галлюцинаций писатель стал готовиться к уходу из жизни, просил яду, собрал свои бумаги с сочинениями и написал завещание. Однако после припадка он вернулся к жизни, почувствовал себя здоровым, уничтожил завещание и сел заканчивать «Поречан», обещанных «Русскому слову». В планах его был и роман «Каникулы, или Гражданский брак», сцены из которого он в красках рассказывал ранее своему другу со времён семинарии Николаю Благовещенскому и медицинским студентам.
На следующий день у Помяловского открылась опухоль в ноге, он пошёл в баню и приказал цирюльнику поставить на больное место пиявок, что было сделано неумело и на больном месте образовался нарыв. Сначала Помяловский не обратил на это внимания, но вскоре из-за боли был вынужден слечь в постель. 3 октября 1863 года его почти насильно отвезли в клинику Медико-Хирургической Академии, где на следующий день профессор Наранович вскрыл нарыв и окружающие, среди которых находился и Николай Благовещенский, увидели гангрену; Николай Герасимович был в сознании и сохранял спокойствие. Ночью 5 октября он впал в беспамятство и скончался в 2 ч. 25 мин. пополудни на 29-м году жизни.
На похороны, достойные писателя, у его матери денег не было; она сообщила об этом Некрасову и тот собрал необходимую сумму. Помяловского похоронили на православном кладбище Малой Охты, недалеко от алтаря церкви, где служил его отец; кладбище уничтожили в конце 1930-х годов. Церковь тогда уцелела, сохранялась до середины 1960-х годов и была снесена при расширении Малоохтинского проспекта. В 1944 году прах и памятник Н. Г. Помяловского были перенесены на Литераторские мостки.
Трагический уход писателя сразу же вызвал повышенный интерес к его творчеству. Редакции журналов стали издавать неоконченные произведения: уже в 10-й книжке «Современника» за 1863 год появился отрывок из романа «Брат и сестра» — «Андрей Фёдорович Чебанов», в 11-й книге за тот же год — пятый неоконченный очерк цикла о бурсе — «Переходное время бурсы», в «Русском слове» в 10-й книжке за 1863 год опубликовали «Поречан», а на следующий год в 5-й книге «Современник» поместил ранний рассказ «Махилов», впервые появившийся в 7-м выпуске рукописного журнала «Семинарский листок» в 1855 году, и роман «Брат и сестра». Начиная с 1865 года и по 1913 год периодически выходили собрания сочинений Помяловского; широко было отмечено пятидесятилетие со дня кончины и, в связи с истечением прав собственности на произведения, вышло сразу несколько их изданий.
Улица в Санкт-Петербурге, где жил писатель, названа его именем.

## Семья
По результатам работы А. А, Бовкало.
- Дед по отцу: Никита Сергеевич Комаров (ок. 1766—1810), учился в Александро-Невской семинарии, с 08.12.1789 — священник Троицкой церкви села Помялово в Новоладожском уезде;
- Его супруга: Евдокия Афиногеновна (ок. 1766 — после 1830), дочь священника Афиногена Иванова при Троицкой церкви в селе Помялово Новоладожского уезда;
  - Отец: Герасим Никитич Помяловский (ок. 1804 — 27.04.1851), из философского класса Санкт-Петербургской духовной семинарии, с 17.10.1824 — дьячок при Троицкой церкви в Красном Селе Царскосельского уезда, 25.01.1825 посвящён в стихарь, с 18.03.1826 — псаломщик при церкви Института слепых, 21.11.1828 рукоположён во диакона к Шлиссельбургской церкви, с 19.03.1835 — диакон при церкви Марии Магдалины на Малой Охте;
  - Его супруга: Екатерина Алексеевна (ок.1811 — после 1880), с 27.05.1852 просфорня при церкви Симеона и Анны;
    - Сын: Павел (07.02.1830 — ?), из высшего отделения 2-го уездного Александро-Невского училища, исключён 01.09.1846, в 1846 году при отце;
    - Сын: Владимир (ок. 1832 — ?), во 2-м уездном Александро-Невском училище на содержании отца (1846, 1848);
    - Сын: Николай (11.04.1835 — 05.10.1863), в 1848 г. в 1-м уездном Александро-Невском училище, в 1857 окончил Санкт-Петербургскую духовную семинарию;
    - Дочь: Елизавета (15.10.1838 — после 1880), училась в женском училище духовного ведомства (ЖУДВ);
    - Дочь: Анна (23.01.1841 — после 1856);
    - Дочь: Надежда (10.08.1843 — после 1848);
    - Сын: Алексей (12.03.1846 — 19.04.1846);
    - Дочь: Александра (12.03.1846 — 25.07.1846);
    - Сын: Михаил (01.09.1847 — 10.10.1899);
    - Дочь: Екатерина (19.10.1850 — после 1880), замужем за доктором.

## Творчество

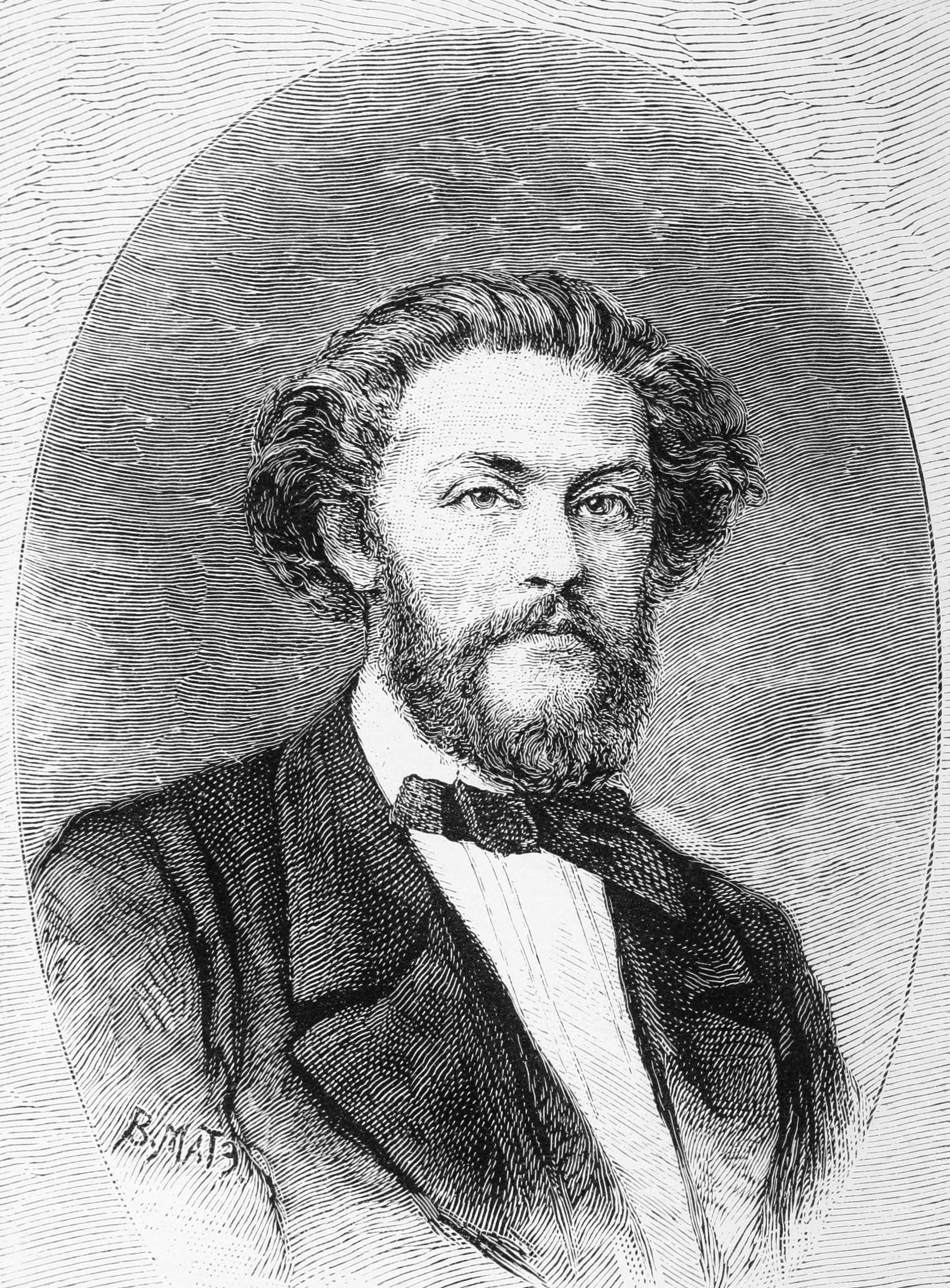
Гравюра В. Матза

Мировоззрение писателя складывалось под влиянием «революционных демократов», в частности Н. Г. Чернышевского. Для Помяловского характерно резко отрицательное отношение к дворянской культуре в целом, отвращение к «буржуазному накопительству». Герой Помяловского — плебей, разночинец, борющийся за своё место в жизни, ненавидящий барство, безделье, либеральную болтовню; однако классовое самосознание, чувство собственного достоинства не избавляют его от капитуляции перед действительностью. В «Очерках бурсы» Помяловский остро поставил проблему воспитания, с большим критическим пафосом заклеймил бездушие, применение телесных наказаний, консерватизм — черты, характерные не только для духовных учебных заведений, но и для всей русской жизни. Помяловский — убеждённый реалист, продолжатель традиций Н. В. Гоголя, мастерски и очень талантливо владеет русским языком, создав поистине незабываемые речевые конструкции и обороты, что ставит его (пусть даже эстетически) в ряд первостепенных российских писателей, вероятно, до сих пор ещё не оцененных в полной мере.

### Семинарские опыты
После закрытия «Семинарского Листка» Николай было впал апатию, но досуг и жажда осмысленной деятельности взяла своё и он стал пробовать себя в различных жанрах: начал петь, но вскоре понял, что слуха нет, хотя петь любил и обладал роскошным басом; взялся рисовать, но выходило не очень. Тогда, уже имея за плечами статьи в рукописном журнале и рассказ «Махилов», он завёл дневник и продолжил писать для себя. Вот названия его опытов: «1) Рассуждение о том, что такое Бог. — 2) Заметка о людской беспечности. — 3) Заметка о силе порока. — 4) О погоде. — 5) О бешенстве. — 6) Заметка о влиянии случая на наш рассудок. — 7) Что такое время. — 8) Теория: имеют ли животные душу. — 9) Начало неоконченной драмы. — 10) Рассказ. — 11) Одна глава из романа. — 12) О романической любви, размышление. — 13) Остроты на философию. — 14) Аллегория. — 15) Подарок в день ангела самостоятельному философу. — 16) Письмо к N. — 17) О положительной и отрицательной чепухе. — 18) Заметки о разных предметах. — 19) Десять стихотворений на разные темы.»

### «Мещанское счастье», «Молотов»
«Мещанское счастье» и «Молотов» — самые известные произведения писателя, представляют собой дилогию, в центре которой — повествование о судьбе разночинца Молотова. Произведения затрагивают многие проблемы социального характера: воспитание, женская эмансипация, отношения разночинцев и дворянства, но основной проблемой является осмысление судьбы образованного интеллигентного разночинства в обществе.
В повести «Мещанское счастье» главный герой Егор Иванович Молотов предстает перед читателем наивным романтиком, мечтающим о справедливом устройстве мира. Молотов полагает, что помещик Обросимов, которому он служит, доверяет ему, видит равного себе. Но в дальнейшем оказывается, что между помещиком и разночинцем, «плебеем и барином» разверзлась пропасть межклассовых противоречий. Разночинец Молотов осознает, что ему необходимо самому искать свой путь, добиваться материальной и моральной независимости.
Повесть «Молотов» рассказывает о герое спустя 10 лет. За это время Молотов узнает, чего стоит независимость и разочаровывается во многом, хотя его переполняет гордость, что он ничем никому не обязан: «Все пустяки в сравнении с вечностью» — слова художника Череванина из повести «Молотов».
Выражения из повести «Мещанское счастье» — «кисейная барышня» и «мещанское счастье» стали крылатыми.

### «Очерки бурсы»

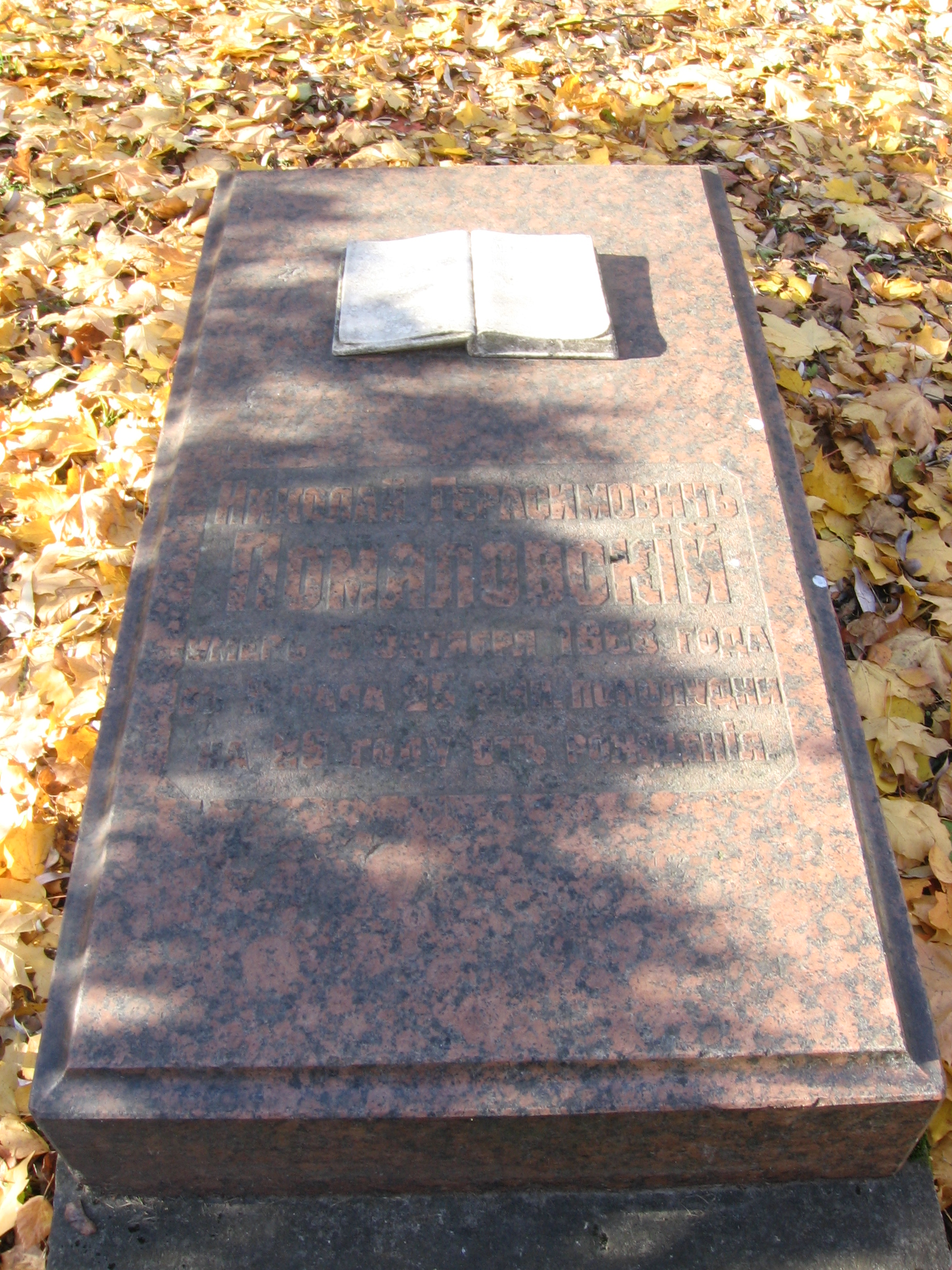
Надгробие Н. Г. Помяловского на Литераторских мостках

В 1862—1863 гг. журналы «Время» и «Современник» публикуют 4 части произведения «Очерки бурсы», 5-я часть, незавершенная, будет опубликована после кончины Помяловского. Изначально писатель помышлял о 20 очерках, в которых ему хотелось бы рассказать более подробно о жизни учеников бурсы. Согласно материалам Половцова, под именем Карася Помяловский изобразил самого себя.
И далее:
 Известность П. зиждется почти исключительно на его «Очерках бурсы». <…> Культурное русское общество, сокрушавшееся по поводу «Антонов-Горемык», зачитывавшееся «Записками охотника», было поражено откровением, сделанным П. С ужасом узнало оно, что в Петербурге — центре культурной жизни, существует известная до сих пор лишь по добродушному описанию Гоголя и Нарежного бурса и что в этой бурсе творятся дела, поражающие своей бесцельной и бесчеловечной жестокостью. «Очерки» имели сенсационной успех, произвели на общество сильное впечатление и доставили автору большую популярность, нежели все его другие произведения. Однако это далеко не самое главное, не самое характерное произведение П. Это — талантливые, яркие, но все-таки публицистические или этнографические очерки, воспоминания, имеющие мало общего с его другими повестями: «Молотов» и «Мещанское счастье». 
В 1990 году вышла экранизация «Очерков бурсы» — фильм «Бурса» режиссёра Михаила Ведышева.

### «Брат и сестра»
Роман был задуман писателем весной 1862 года; в него были включены некоторые эскизы из набросков статей «Человек подражательный», «Человек без аттестата» и «Дневник девицы». В романе нашли воплощение картины быта Петербурга и подчас весьма нелицеприятные, связанные с описанием мук человека, погибающего от пьянства. Анализируя сильно пьющего человека, Помяловский не даёт воли мелодраматической чувствительности, но опирается на социально-психологическую базу, этим объясняя и своё влечение к алкоголю.
Тема романа «Брат и сестра» — трагичность процесса социального деклассирования и его результатов. Сюжет романа: брат — Пётр Алексеевич Потесин из семьи небогатых помещиков и его сестра Варя стараются жить и действовать честно, но на этом пути терпят фиаско. Вдохновляясь гуманными идеями, они борются с обществом — «начальством», «роднёй» и прочими, которое их перестаёт понимать и от них отворачивается. Брат доходит до крайней бедности и постепенно оказывается в среде притонов Сенной площади Петербурга, которую писатель хорошо знал, проведя там и сам немало времени в периоды запоев и загулов. Потесин пал не только физически, но и духовно, дойдя до теории о праве на подлость. На этом оканчивалась первая часть романа, а во второй части Помяловский хотел подробно и максимально правдиво описать картины публичных домов, населяющих их женщин и публику, в том числе преступную. Учитывая такое шокирующее содержание, писатель предполагал дать в предисловии предупреждение читателю со слабыми нервами не читать эту книгу, поскольку от её чтения он не получит поверхностного развлечения и не найдёт там элегантных образов и характеров.
Предполагалось выставить напоказ все эти картины прежде всего с познавательной целью, не занимаясь ни нравоучениями, ни обличением, а представляя дело «как есть», в надежде, что читатель, как взрослый и думающий человек, сам будет интерпретировать полученные сведения и составит своё к ним отношение.
В третьей части романа Потесин возвращается на родину. Там его встречает сестра, ставшая старой девой, родители и младший брат. Потесин хочет переменить образ жизни, родители строят планы женитьбы его на соседней помещице, но чахотка сводит Петра в могилу. Перед кончиной он долго беседовал с братом, исповедался ему, давал наставления, учил жить. Счастье благоприятствовало Потесину, замечает автор — он не сделался «подлецом», но какой путь ждёт его брата?
Л. М. Лотман указывает на сходство и внутреннее родство «Брата и сестры» с замыслом романа «Пьяненькие» Достоевского (1865 год); замысел этот воплотился в образе Мармеладова и истории его семейства в романе «Преступление и наказание».

## Произведения
- «Махилов» (1855, рассказ, не закончен)
- «Вукол» (1859, рассказ)
- «Данилушка» (Психологический очерк) (1859)
- «Долбня (Воспоминание из училищной жизни)» (очерк, написан в 1859, опубликован в 1860)
- «Мещанское счастье» (1861, повесть)
- «Молотов» (1861, повесть)
- «Брат и сестра» (1862, роман, не закончен, опубликован после кончины писателя в 1864)
- «Андрей Федорыч Чебанов» (из романа «Брат и сестра», опубликовано после кончины писателя в 1863)
- «Очерки бурсы» (1862—1863, цикл очерков)
  - «Зимний вечер в бурсе» (Очерк первый, 1862)
  - «Бурсацкие типы» (Очерк второй, 1862)
  - «Женихи бурсы» (Очерк третий, 1863)
  - «Бегуны и спасённые бурсы» (Очерк четвёртый, 1863)
  - «Переходное время бурсы» (Очерк пятый, 1863, не закончен, опубликован после кончины писателя в 1863)
- «Поречане» (1863, повесть, не закончена, опубликована после кончины писателя в 1863)

## Память
- Улица Помяловского (Санкт-Петербург)
- Переулок Помяловского (Липецк)
- Улица Помяловского (Магнитогорск)
- Улица Помяловского (Воронеж)
- Улица Помяловского (Иркутск)
- Улица Помяловского (Базарный Карабулак)
- Улица Помяловского (Торопец)
- Пассажирский пароход «Помяловский Н. Г.» (проект 737. Бельское речное пароходство, работал на линии «Москва-Уфа» в 1960—1970-х гг., списан).

## Адреса в Санкт-Петербурге
- 1857 — 5 (17) октября 1863 — Малоохтинский проспект, 24.

## Сочинения
- Полное собрание сочинений в 2-х томах. — изд. 2-е, исправл. и дополн. — СПб.: Издание книгопродавца С. В. Звонарева, тип. К. Вульфа, 1868. — 874 с.
- Полное собрание сочинений в 2-х томах. — СПб.: "Товарищество А. Ф. Маркс", 1912.
- Полное собрание сочинений, т. 1—2, М. — Л., 1935.
- Сочинения, т. 1—2. [Биография, очерк Н. А. Благовещенского], М. — Л., Художественная литература, 1965. — 50 000 экз.